# Cofaktor
En cofaktor (somme tider også kofaktor) er et ikke-protein kemisk forbindelse, der er bundet (enten tæt eller løst) til et enzym og er nødvendig for katalyse. De kan betragtes som hjælpemolekyler/-ioner, der assisterer i biokemiske transformationer. Visse substanser såsom vand og forskellige andre ioner, der er til stede i rigelige mængder, kan være tæt bundne af enzymer, men betragtes ikke som at være cofaktorer, eftersom de er allestedsnærværende og sjældent begrænsende. Nogle kilder begrænser brugen af termen "cofaktor" til uorganiske substanser.
Cofaktorer kan opdeles i to brede grupper: coenzymer og prostetiske grupper. Coenzymer er små organiske ikke-proteinmolekyler, der bærer kemiske grupper mellem enzymer. Disse molekyler er ikke tæt bundne af enzymer og afgives som en normal del af en katalytisk cyklus. I modsætning dertil danner prostetiske grupper en permanent del af proteinstrukturen.